# Adler-Apotheke (Hilden)

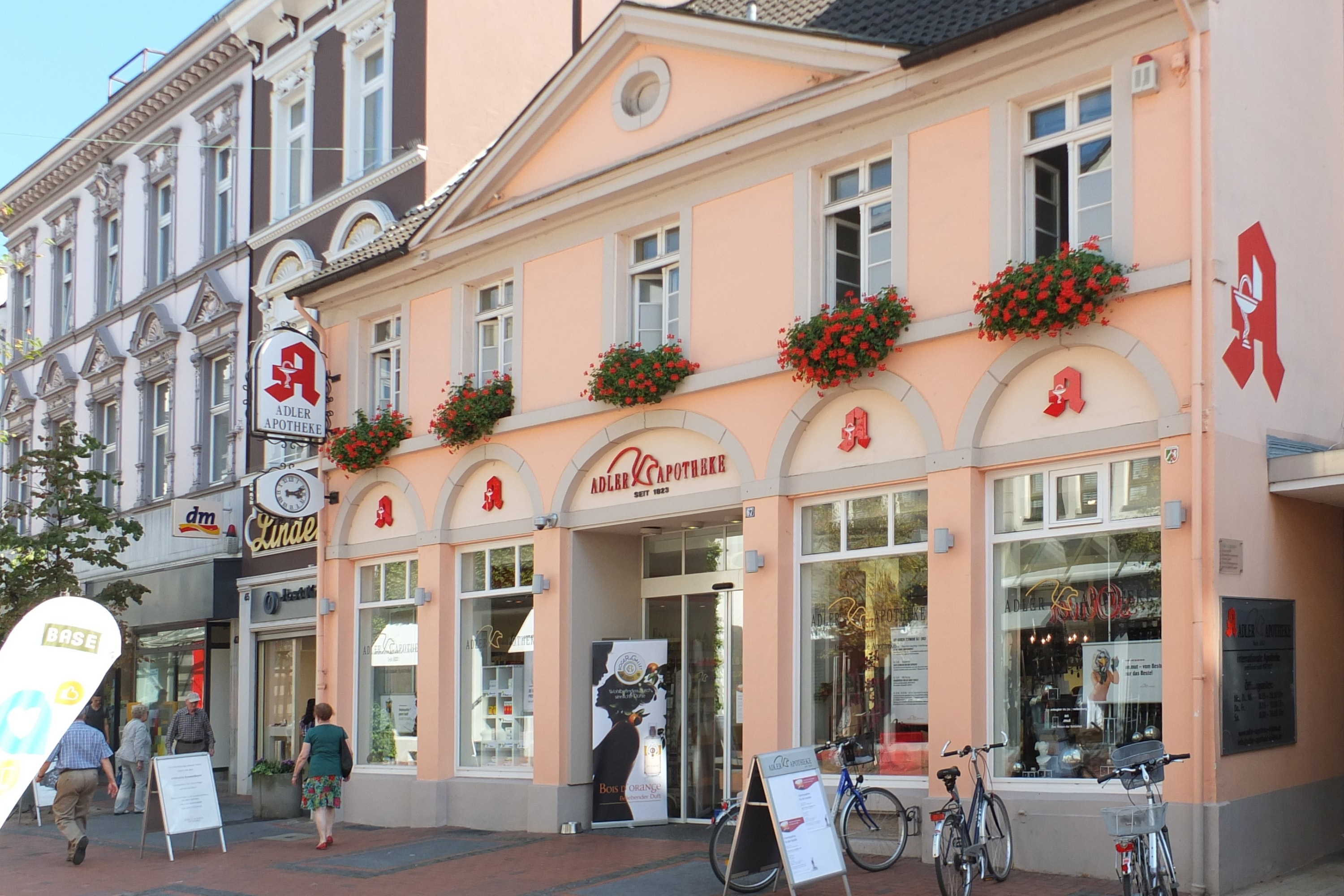
Adler-Apotheke in Hilden, Mittelstraße 67

Deutsches Apotheken-Logo

Die Adler-Apotheke in Hilden Mittelstraße 67 wurde 1823 gebaut und am 5. November 1985 mit der Nummer 23 in die Liste der Baudenkmäler in Hilden aufgenommen.
Das schon seit Beginn als Apotheke gebaute, traufständige, zweigeschossige, klassizistische Gebäude ist mit Satteldach und mittigem Flachgiebel versehen. Es weist eine fünfachsige Fensterteilung auf. Das Erdgeschoss ist mit Rundbogenblenden verziert und über dem breiteren und mittigen Eingang ist eine Korbbogenblende angeordnet. Rückwärtig befindet sich ein späterer Fachwerkanbau.
Die Apotheke versorgt seit 1823 die Einwohner mit Medikamenten und Heilmitteln. Seit 2005 hat sie auch eine Kosmetika-Abteilung.

## Das Gebäude
Das apricot-farbige Gebäude Mittelstraße 67 ist eines der ersten komplett aus Stein gebauten Häuser in Hilden.
Das Gebäude ist typisch für die Vorgründerzeitliche Bebauung des frühen 19. Jahrhunderts.
Typisch ist die schlichte, ebene Fassade mit zwei Geschossen und mittigem Zwerchgiebel mit Rundfenster.
Ursprünglich gab es zwei Eingänge. Der eine führte in den Verkaufsraum, der andere ging zur Material- und Kräuterkammer. Im Keller lagen das Laboratorium sowie der Stoß- und Schneideraum.
Die großen, hohen Schaufenster im Erdgeschoss zieren Rundbögen und werden durch Pilaster getrennt. Sie lassen viel Licht in den Verkaufsraum einströmen.
Ursprünglich war im ersten Stockwerk der Wohnraum der Apothekerfamilie. Ziergesimse sind die schmückenden Elemente der fünf oberen Sprossenfenster. Mit der Zeit wurde der Apothekenbereich jedoch immer mehr vergrößert.
An der Fassade hängt noch eine Oberleitungsrosette der ehemaligen Straßenbahn und seit einem Einbruch eine gutsichtbare Alarmanlage.

## Apotheker
In der 200-jährigen Geschichte der Adler-Apotheke haben sie neunzehn Apotheker als Besitzer und Besitzerinnen geführt.
| Datum       | Besitzer/in                         | Beschreibung                   |
| ----------- | ----------------------------------- | ------------------------------ |
| 1823 – 1837 | Franz Jacob Ahren                   | aus Monheim am Rhein           |
| 1837 – 1852 | Ludwig Neubauer                     | aus Burg an der Wupper         |
| 1852 – 1854 | Johann Carl Bongardt                | aus Hückeswagen                |
| 1854 – 1864 | Johann Friedrich vom Berg           | aus Lüdenscheid                |
| 1864 – 1871 | Peter Joseph Loosen                 | aus Köln                       |
| 1871 – 1876 | Johann Wilhelm Wieler               |                                |
| 1876 – 1891 | Joseph Cassius Hagen                |                                |
| 1891 – 1893 | Gustav Duffhauß                     | aus Köln                       |
| 1894 – 1895 | Heinrich Schmithals                 | aus Düsseldorf                 |
| 1895 – 1906 | Alexander Hilbck                    | aus Dortmund                   |
| 1906 – 1909 | Otto Le Roy, genannt Stollewerk     | aus Godesberg                  |
| 1909 – 1914 | Alwin Rademacher                    |                                |
| 1914 – 1918 | Otto Le Roy, genannt Stollewerk     |                                |
| 1918 – 1934 | Hans Führers                        | aus Odenkirchen                |
| 1934 – 1971 | Karlheinz Maisch                    |                                |
| 1971 – 1983 | Dorothea Kuhn                       |                                |
| 1983 – 1994 | Kirsten Wilmes, geborene Aockerblom | aus Köln                       |
| 1994 – 2022 | Jürgen Schulz                       | wohnhaft in Düsseldorf         |
| seit 2022   | Benedict Schulz; Maurice Plogmann   | Benedict Schulz aus Düsseldorf |

## Geschichte
Am Anfang des 19. Jahrhunderts wurden die 2.200 Einwohner Hildens durch die Apotheken in Langenfeld und Benrath mit Medikamenten und Heilmitteln versorgt. Als dann 1817 der praktische Arzt Johann Wilhelm Bongardt seine Arztpraxis in Hilden eröffnete, erteilte am 23. September 1823 der Oberpräsident der Rheinprovinz in Koblenz auch Hilden eine Apotheken-Konzession. Der einunddreißigjährige Franz Jakob Ahren, zuvor Volontär in der Apotheke seines Schwagers in Monheim, beantragte die Konzession. Nachdem die bürokratischen Hindernisse beseitigt waren, konnte er einen soliden Steinbau an der heutigen Mittelstraße 67 bauen lassen. Er eröffnete nach behördlicher Abnahme am 12. November 1823 die erste Apotheke in Hilden. Das Gebäude hatte zwei Türen. Die rechte Tür war der Zugang zum Verkaufsraum.

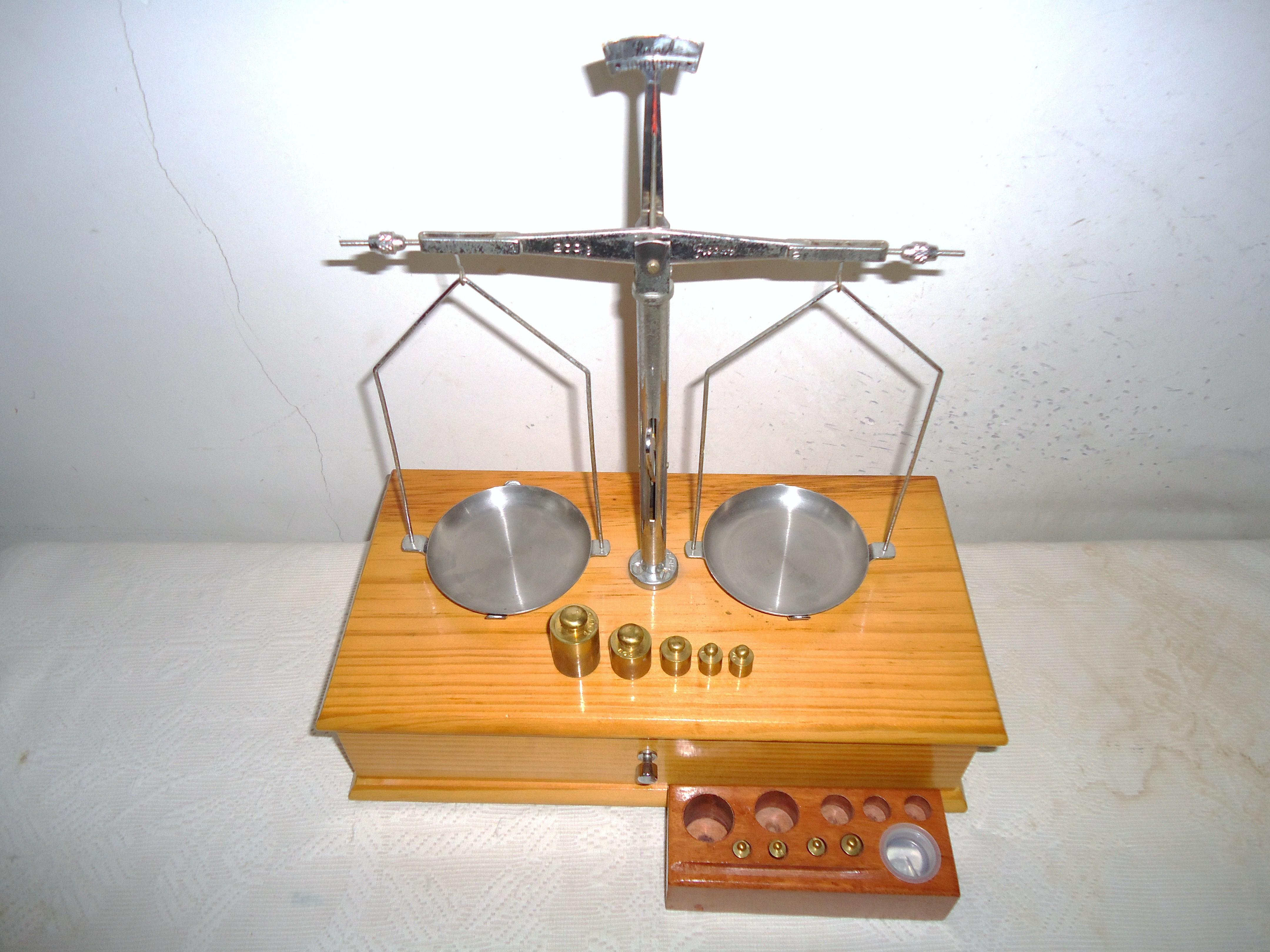
200 – Gramm Feinwaage

Die Apotheker der damaligen Zeit stellten die meisten Arzneien selbst her. Die dazu notwendigen Materialien lagerten in der Kräuterkammer, die durch die linke Tür betreten wurde. Sie wurden im Labor im Keller geschnitten, mit dem Mörser zerstoßen und nach dem Wiegen mit der Feinwaage vermischt. Der Start der neuen Apotheke in Hilden gelang.
Da Herr Ahren jedoch dem Alkohol verfiel, verkaufte er 1838 die Apothekerkonzession samt Haus für 10.200 Taler an den Apotheker Ludwig Neubauer aus Burg an der Wupper. Neubauer hatte schon ein Fachbuch über Medizinalverordnungen verfasst. Er lebte mit seiner fünfköpfigen Familie, einer Magd und einem Gehilfen (Provisor) in den oberen Stockwerken.
Vierzehn Jahre später wurde die Apotheke 1852 von Carl Bongardt aus Hückeswagen übernommen. Er verkaufte schon 1854 die Apotheke weiter an Friedrich vom Berg aus Lüdenscheid. Die vom Bergs zogen mit sechs Kindern ein. Der talentierte Kaufmann und sechsfacher Vater übernahm 1864 in Hamm die Einhorn Apotheke seines Schwagers. Als Besitzer folgten ihm im kurzen zeitlichem Abstand 1864 Peter Joseph Loosen aus Köln, 1871 Johann Wilhelm Wieler, 1876 Joseph Cassius Hagen. Dieser blieb bis 1891 in Hilden und verkaufte sie an Gustav Duffhauß aus Köln. Ab 1894 ist Heinrich Schmithals aus Düsseldorf für ein Jahr als Besitzer registriert. Sein Nachfolger Alexander Hilbck, aus Dortmund, betrieb sie elf Jahre lang von 1895 bis 1906. Für drei Jahre übernahm Otto Le Roy genannt Stollewerk von 1906 bis 1909 zum ersten Mal die Apotheke. Sein Nachfolger Alwin Rademacher lebte auf zu großem Fuß. Nachdem er 1914 Konkurs anmeldete, übernahm Otto Le Roy zum zweiten Mal für weitere vier Jahre die Apotheke. Hans Führers, aus Odenkirchen führte sechzehn Jahre lang von 1918 bis 1934 die Apotheke. Sein Nachfolger Karlheinz Maisch blieb von 1934 bis 1971, also siebenunddreißig Jahre lang Hilden treu und wohnte auch mit seiner Frau und zwei Töchtern im Haus Mittelstraße 67. Herr Maisch führte den ersten größeren Umbau durch. Er übergab sie an seine langjährige Mitarbeiterin Frau Dorothea Kuhn. Ihr folgte Kirsten Wilmes 1983 als zweite weibliche Inhaberin.
Ab 1994 waren Jürgen Schulz und seine Frau Jutta Schmittmann-Schulz mit ihrem Team achtundzwanzig Jahre lang für die arzneiliche Versorgung, Betreuung und Beratung der Hildener zuständig. Sie bauten 2005 das Gebäude grundlegend um. Nach Ausgleich der Höhen im Haus wurde im Obergeschoss ein automatisches Warenlager eingerichtet. Dadurch konnte der Verkaufsraum (Offizin) erweitert werden. Das Angebot wurde durch das Kosmetikinstitut Ritterbach im Obergeschoss und Fußpflege (Podologie) erweitert.
Für die Kleinsten gibt es den Eltern-und-Kind Bereich, indem die Kinder gewickelt, gestillt oder versorgt werden können.
Das Ehepaar Schulz hat 2009 auch die Albatros-Apotheke im Hildener Osten Walder Straße 280 übernommen.
Der Sohn des Ehepaars Schulz studierte auch Pharmazie. Seit dem 1. Januar 2022 führen Benedict Schulz und sein ehemaliger Kommilitone Maurice Plogmann gemeinschaftlich die Geschicke der traditionsreichen Adler-Apotheke. Die zwei führen in Hilden neben der Adler-Apotheke auch die Albatros-Apotheke auf der Walder Straße 280.

### Spende für die erste Straßenbeleuchtung
Die Seidenspinnerei und Seidenweberei Kampf & Spindler hatte sich 1848 in Hilden angesiedelt. Hildens Einwohnerzahl war durch die beginnende Industrialisierung auf ca. 4.000 im Jahr 1852 gewachsen. Die Straßen waren ungepflastert und von Rillen der Fuhrwerke durchzogen. Sie waren unbeleuchtet. Um 23 Uhr war Sperrstunde.
Als Vorläufer des Industrievereins trafen sich die Geschäftsinhaber und Fabrikanten regelmäßig in der Gaststätte und Hotel „Zur Krone“. Die Sitzungen gingen lang und draußen war es, besonders im Winter, dunkel. Nur der Schein der Lampe des Nachtwächters flackerte durch die Dunkelheit. Auch der Mitbegründer der Kampf & Spindler-Werke der Kaufmann Johann Wilhelm Kampf war bei den Sitzungen dabei.
Der Heimweg von der Krone bis zu seinem Haus Hagdorn war für Herrn Kampf weit und die Gefahr in der Dunkelheit zu stolpern war groß. Der Hildener Fabrikant Johann Wilhelm Kampf beantragte im Jahre 1852, öffentliche Laternen aufzustellen.
Der Rat setzte sich zusammen und stellte die Fragen: „Wer soll das bezahlen? Was sind die laufenden Kosten? Wer soll die Laternen anzünden?“
Die Ratsmitglieder einigten sich darauf: „Die laufenden Kosten für die Straßenbeleuchtung sowie das gereinigte Rüböl sollten nach gleichem Modus wie die Bezahlung des Nachtwächteramtes, nämlich durch die Ortsbewohner, aufgebracht werden.“
Auch der Apotheker der Adler-Apotheke Carl Bongardt war bei den Treffen in der Krone dabei. Auch er ging nicht gerne im Dunkeln nach Hause. Er stiftete 100 Taler. Von dem Stiftungskapital konnten 8 Öllampen gekauft werden. Vier wurden an Häusern und vier an Pfählen in der Mittelstraße aufgehängt. Sie kosteten 85 Taler, 7 Silbergroschen und 8 Pfennige. Vom Rest der Stiftung bekam der Laternenanzünder Hochkeppel noch eine Leiter, ein Ölgefäß und eine tragbare Laterne.
Doch einmal auf den Geschmack gekommen, wollten immer mehr Einwohner eine Straßenbeleuchtung. In der Folgezeit gab es nun eine Vielzahl von Anträgen, und es wurden 4 weitere Öllaternen aufgehängt.
| Position                                               | Standort                                              | Beschreibung                                            |
| ------------------------------------------------------ | ----------------------------------------------------- | ------------------------------------------------------- |
| Mittelstraße 17-Katholische Kirche, Gasthaus zur Krone | Gasthaus zur Krone (Hilden)                           | (heute Drogeriemarkt Müller)                            |
| Ecke Mittelstr.-Mühlenstraße                           | Weizenstärkefabrik Bruchhausen später van der Heiden  | (heute Goldquelle)                                      |
| Ecke Mittelstr.-Bismarckstraße                         | Tuch und Strumpfweberei Gustav Vollmer                | (heute P&C und Sparkasse)                               |
| Ecke Mittelstr.-Marktstraße                            | Gerberei Lorenz Fuchs                                 |                                                         |
| Ecke Mittelstr.- Schulstraße                           | Bauunternehmen Nebel In der kleinen und großen Hacken | (heute neben der Reformationskirche)                    |
| Ecke Mittelstr.-Klotzstraße                            | Seidenweberei Kampf & Spindler, Haus Hagdorn          | (heute Coco Loco)                                       |
| Schwanenstr. Itterbrücke                               | Dampfmaschinenfabrik Kirberg & Hüls                   | (heute Städtische Jugendförderung in Haus auf der Bech) |
| Fritz-Gressard-Platz, Postbrücke                       | Seidenweberei Gressard & Co.                          | (heute Steinhäuser Zentrum)                             |
| Hochdahler Straße, Paul-Spindler-Straße, Itterbrücke   | Kattundruckerei Gesellschaft für Baumwoll-Industrie   | (heute Wohnbebauung rund um den Tucherweg)              |
| Ecke Elberfelder Straße-Berliner Straße                | Gottschalks Mühle                                     | (heute Silo)                                            |
| Gabelung                                               | Alte Schmiede, Blechschlosserei Gerwien               | (heute Exklusiv Teppiche Galerie)                       |
| Walder Straße                                          | Druckwalzenfabrik Waldeck & Nacke                     | (heute AWO – Die Fabrik)                                |

Die unbefestigte Straße wurde so für den regen Verkehr an Pferdefuhrwerken, Postkutschen und Fußgängern sicherer gemacht.
Der bisherige Nachtwächter (wahrscheinlich Theodor) Hochkeppel wurde nun zum Laternenanzünder. Jeden Abend war er mit einer Leiter, zwei Blech-Ölgefäßen und einer kleinen Laterne zum Anstecken unterwegs. Er steckte die Laternen an, löschte sie auch wieder oder putzte die Laternen. Bis 23.00 Uhr sollten die Lampen brennen und das auch nur an besonders dunklen Abenden. Um das gereinigte Öl (Rüböl) zu sparen, für das die Anwohner bezahlten, wurden an mondhellen Nächten keine Lampen entzündet.

## Adler-Apotheke in Zahlen
Das Team der 42 Mitarbeiterinnen und Mitarbeiter der Adler-Apotheke sprechen zwanzig Fremdsprachen u. a. Arabisch, Englisch, Französisch, Hindi, Italienisch, Kroatisch, Polnisch, Russisch, Türkisch und Urdu. Obwohl sie 52.000 Produktpackungen in ihrem Lager haben, stellen sie noch 1.500 individuelle Rezepturen im Jahr her. Als es zu Lieferengpässen bei Fiebersäften kam, stellte die Apotheke sie mit dem Wirkstoff Paracetamol selber her. Während der Coronakrise stellte die Apotheke Desinfektionsmittel her.
Damit die Apotheke das leisten kann, wird sie zehnmal am Tag von verschiedenen Großhändlern beliefert. Als wichtige Apotheke am Ort steht die Apotheke 360 Stunden im Jahr mit Notdienst bereit. Für Kunden, die nicht selbst kommen können, werden in 4700 Botenfahrten pro Jahr die bestellten Medikamente ausgeliefert, die sie telefonisch oder per E-Mail oder im „Online shop“ und in der Adler-Apotheke bestellen können.

Notinsel-Logo zur Kennzeichnung von Teilnehmenden

Die Adler-Apotheke ist seit 2007 „Notinsel“. Notinseln sind zum Beispiel Geschäfte, Läden und Banken, die sich selbst dazu verpflichten, Kindern zu helfen, wenn diese Hilfe benötigen oder in Gefahr sind.